# Voïna (groupe)
Pour les articles homonymes, voir Voïna.
Voïna (en russe : Война, « guerre ») est un groupe russe connu pour ses performances artistiques provocantes à vocation politique, créé en 2007 par Oleg Vorotnikov et Natalia Sokol, étudiants en philosophie de l'université d'État de Moscou.

## Actions médiatisées
En février 2008, des activistes du groupe entrent dans un musée, se déshabillent et ont des relations sexuelles de groupe en public filmées, en protestation contre l'élection de Dmitri Medvedev. L'action est intitulée Baise pour l'héritier de l'ourson ! (en) (Ебись за наследника Медвежонка, un mélange de vocabulaire obscène russe et une allusion au nom de famille Medvedev dérivé du nom russe de l'ours). Parmi les activistes figure Nadejda Tolokonnikova, enceinte de huit mois, qui sera plus tard inculpée d'hooliganisme avec deux autres membres du groupe Pussy Riot.
Le 14 juin 2010, neufs activistes de Voïna peignent en 23 secondes un phallus stylisé de 65 m de long et 25 m de large sur la partie du pont Liteïny faisant face au bâtiment du FSB à Saint-Pétersbourg. Le pont basculant sur la Néva affiche ainsi un phallus érigé insultant les services secrets.
En février 2011, les activistes Oleg Vorotnikov et Leonid Nikolaïev sont libérés sous caution (payée par l'artiste Banksy) après avoir passé quatre mois en détention à la suite d'une manifestation anti-corruption.

### Photos
- (en) Les artistes russes anarchistes s'expliquent
- (en) Sexe en public
- (en) Comment voler un poulet Galerie
- (ru) Génocide à Auchan (7 septembre 2008) ((en) autre lien)

### Vidéos
- Un cadeau à V. Putin — Le phallus peint sur le pont basculant à Saint-Pétersbourg
- Un cadeau à Y. Luzhkov — En mémoire des Décembristes
- Retourner une voiture de police
- Comment voler un poulet pour « la Guerre »